# Marciano Bruma
Marciano van Homoet Bruma (Róterdam, Holanda Meridional; 7 de marzo de 1984) es un futbolista neerlandés. Juega de defensa y su primer equipo fue Sparta Rotterdam. Su hermano menor, Jeffrey Bruma, juega como defensa en el VfL Wolfsburgo.
- Datos: Q1367766
- Multimedia: Marciano Bruma / Q1367766